# Unité de coordination de la lutte antiterroriste
L’Unité de coordination de la lutte antiterroriste (UCLAT) est une ancienne structure assurant, de 1984 à 2019, la coordination de l'ensemble des services chargés de la lutte contre le terrorisme en France.

## Présentation
Après les attentats de la rue Marbeuf et de la rue des Rosiers en 1982, le gouvernement demande que les recherches sur le terrorisme soient mieux organisées. Le petit groupe qui était en fonction à la Direction de la Surveillance du territoire (DST) évolue et gagne en importance après 1982.
Ainsi, l'Unité de coordination de la lutte anti-terroriste est créée le 8 octobre 1984 par arrêté du ministère de l'Intérieur, Pierre Joxe, regroupant des représentants de toutes les directions actives de la Police nationale ainsi que de la Gendarmerie nationale. Elle est dirigée par un contrôleur général de la Police nationale, secondé par un officier supérieur de gendarmerie.
Elle fait au quotidien l'analyse et la synthèse des informations relatives au terrorisme en travaillant étroitement avec la direction de la Surveillance du territoire (DST) et la direction centrale des Renseignements généraux (DCRG) fusionnées ensuite dans la direction générale de la Sécurité intérieure (DGSI), la direction générale de la Sécurité extérieure (DGSE), et la direction générale des Douanes.
L'UCLAT veille notamment au partage des informations opérationnelles pertinentes par l'ensemble des autorités et des services civils et militaires concernés par la lutte antiterroriste, y compris les magistrats antiterroristes et l'administration pénitentiaire.
L'UCLAT est directement rattachée au cabinet du directeur général de la Police nationale (DGPN). Elle est régie par l'arrêté du 2 août 2018.
Ses effectifs sont de l'ordre de 100 fonctionnaires et militaires, antenne de Pau incluse.
Comme l'a annoncé le ministre de l'Intérieur le 26 juillet 2017, l'UCLAT a fusionné avec l'état major opérationnel de prévention du terrorisme (EMO-PT), qui avait été créé par Bernard Cazeneuve auprès du cabinet du ministère de l'Intérieur en 2015. Pour cela, il était prévu de la « hisser » au niveau du ministère pour venir absorber l'EMO-PT mais elle reste rattachée à la DGPN.
L'UCLAT est supprimée en tant que telle à compter du 1er janvier 2020 par un arrêté du 27 décembre 2019,. Ses attributions sont directement reprises par la direction générale de la Sécurité intérieure.

## Liste des chefs
Les chefs de l'UCLAT ont été successivement :
- 1984–1986 : François Le Mouël
- 1986–1989 : Jacques Franquet (d)
- 1989–1990 : René-Georges Querry (d)
- 1990–1993 : Jean Tchividjian
- 1993–2002 : Jacques Poinas[c]
- 2002–2003 : Gilles Leclair (d)
- 2005–2009 : Christophe Chaboud
- 2009–2018 : Loïc Garnier (d)
- 2018–2022 : Amin Boutaghane[d]
- 2022– : Carine Vialatte[7]